# Erzbistum Davao
Das Erzbistum Davao (lat.: Archidioecesis Davaensis) ist eine auf den Philippinen gelegene römisch-katholische Erzdiözese mit Sitz in Davao City.

## Geschichte

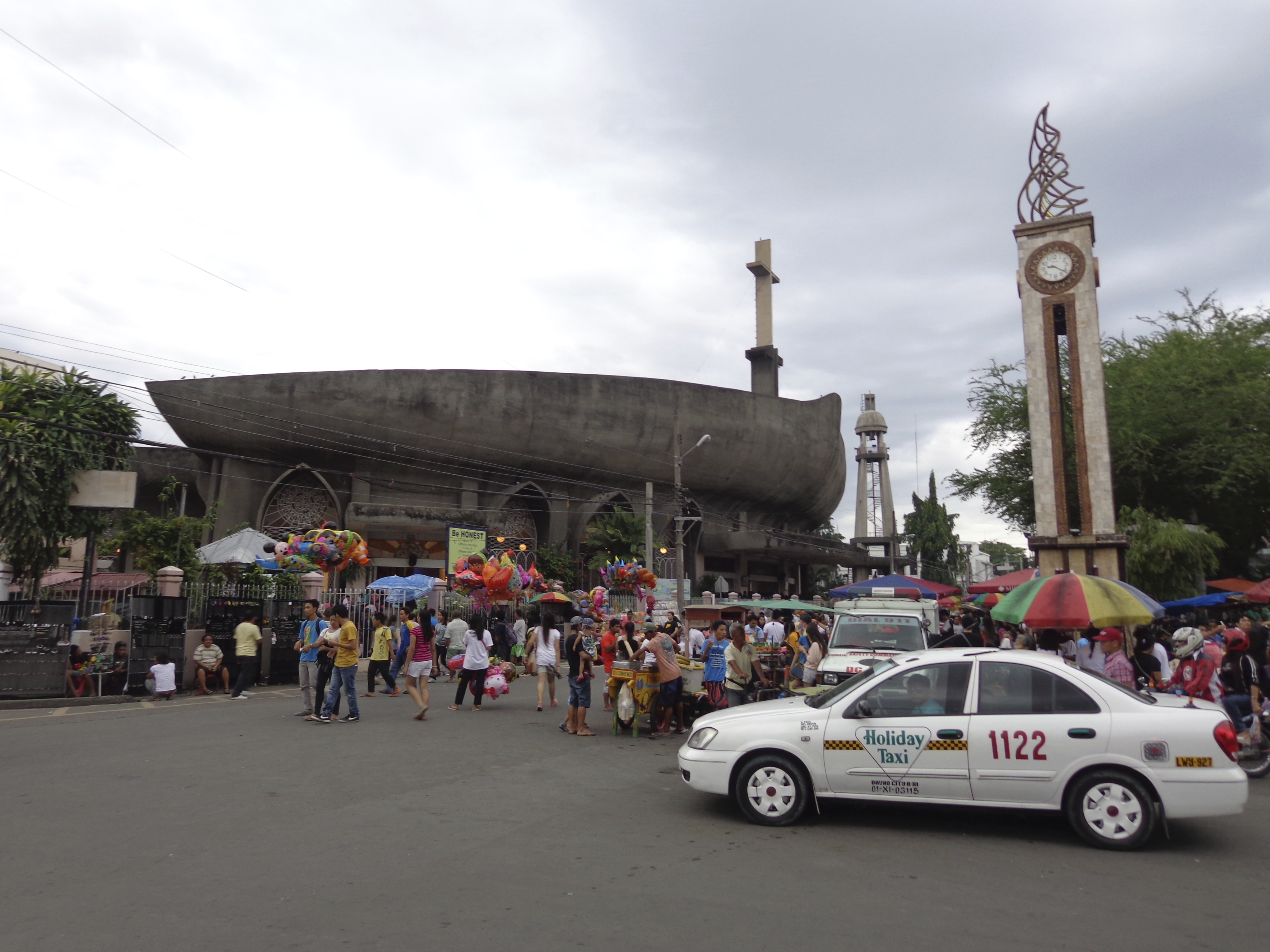
San Pedro Cathedral

Das Erzbistum Davao wurde am 17. Dezember 1949 durch Papst Pius XII. mit der Apostolischen Konstitution Satius haud dubie aus Gebietsabtretungen des Bistums Zamboanga als Territorialprälatur Davao errichtet und dem Erzbistum Cebu als Suffragan unterstellt. Am 29. Juni 1951 wurde die Territorialprälatur Davao dem Erzbistum Cagayan de Oro als Suffragan unterstellt. Die Territorialprälatur Davao wurde am 11. Juli 1966 durch Papst Paul VI. mit der Apostolischen Konstitution Catholicas res magna zum Bistum erhoben.
Das Bistum Davao wurde am 29. Juni 1970 durch Paul VI. mit der Apostolischen Konstitution Sanctae Ecclesiae utilitatibus zum Erzbistum erhoben. Am 5. November 1979 gab das Erzbistum Davao Teile seines Territoriums zur Gründung des Bistums Digos ab.
Das Erzbistum Davao umfasst die in der Provinz Davao del Norte gelegenen Städte Davao City und Island Garden City of Samal.

## Ordinarien

### Prälaten von Davao
- Clovis Joseph Thibauld PME, 1954–1966

### Bischöfe von Davao
- Clovis Joseph Thibauld PME, 1966–1970

### Erzbischöfe von Davao
- Clovis Joseph Thibauld PME, 1970–1972
- Antonio Lloren Mabutas, 1972–1996
- Fernando Capalla, 1996–2012
- Romulo Geolina Valles, seit 2012